# 92. pehotna divizija (ZDA)
92. pehotna divizija (izvirno angleško 92nd Infantry Division) je bila pehotna divizija Kopenske vojske ZDA.

## Zgodovina
Divizija je bila ustanovljena iz Afroameričanov, ki so prišli iz vseh zveznih držav ZDA.